# Lee Ju-yong
Lee Ju-yong (이주용?, 李周勇?; 26 settembre 1992) è un calciatore sudcoreano, centrocampista del Jeju SK.

## Palmarès

### Club

#### Competizioni nazionali
- Campionato sudcoreano: 6

Jeonbuk Hyundai: 2014, 2015, 2018, 2019, 2020, 2021
- Coppa della Corea del Sud: 1

Jeonbuk Hyundai: 2020

#### Competizioni internazionali
- AFC Champions League: 1

Jeonbuk Hyundai: 2016